# Afrikaansspråkiga Wikipedia
Afrikaansspråkiga Wikipedia (af: Afrikaanse Wikipedia; ibland förkortat afwp) är en version av Wikipedia, skriven på afrikaans. Den startade 16 november 2001, som den elfte språkversionen i ordningen. Den är en av de största Wikipedia-versionerna på ett afrikanskt språk, och i september 2020 var den störst i artikelantal med drygt 93 000 artiklar. Just nu innehåller den 123 266 artiklar.

## Historia och storlek
År 2007 var versionen den största på ett afrikanskt språk, men senare har versionerna på swahili, yoruba och malagassiska gått om. I mars 2015 hade afrikaansspråkiga Wikipedia över 37 000 artiklar.
Senare under 2010-talet ökade antalet artiklar successivt, och 2020 var afwp åter störst av de afrikanskspråkiga Wikipedia-versionerna, strax före den på malagassiska och betydligt större än de på swahili och yoruba. Språkversionen läses och utvecklas främst i Sydafrika och Namibia, de två länderna med flest antal afrikaansspråkiga Internetanvändare.
Afrikaansspråkiga Wikipedia har totalt 404 242 antal sidor, varav 123 266 faktiska artiklar i uppslagsverket. Antalet registrerade användare är 186 161, och av dessa har 200 varit aktiva i skrivandet på uppslagsverket den senaste månaden. Det totala antalet redigeringar är 2 742 859, och antalet lokalt uppladdade bilder och andra mediefiler är 9 742.
Wikipediaversionen på afrikaans redigeras via MediaWiki-versionen 1.44.0-wmf.21 (609a4aa). Den officiella startsidan för afwp är af.wikipedia.org, men man kan även nå dit via wikipedia.co.za.

### Milstolpar
| Antal artiklar     | Datum             | Artikel                            |
| ------------------ | ----------------- | ---------------------------------- |
| Första artikeln    | November 2001     |                                    |
| 100:e artikeln     | April 2003        |                                    |
| 500:e artikeln     | November 2003     |                                    |
| 1 000:e artikeln   | Januari 2004      |                                    |
| 5 000:e artikeln   | Mars 2006         | af:Pylsterteend                    |
| 10 000:e artikeln  | Juni 2008         | af:Homeros                         |
| 20 000:e artikeln  | 11 november 2011  | af:Protestantse Hervorming         |
| 30 000:e artikeln  | 21 januari 2014   | af:NG gemeente Vanderbijlpark-Suid |
| 40 000:e artikeln  | 5 maj 2016        | af:Henry Barber                    |
| 50 000:e artikeln  | 15 Junie 2018     | af:Rio Iguazú                      |
| 60 000:e artikeln  | 24 september 2018 | af:Olifantsrivier, Namibië         |
| 70 000:e artikeln  | 6 februari 2019   | af:Janneman Malan                  |
| 80 000:e artikeln  | 1 juni 2019       | af:NG gemeente Clanwilliam         |
| 90 000:e artikeln  | 21 april 2020     | af:Boorpunt                        |
| 100 000:e artikeln | 8 september 2021  |                                    |

## Innehåll
Enligt den katalanske kulturforskaren Marc Miquel-Ribé har afrikanskspråkiga Wikipedia en "europeisk karaktär". Den har i likhet med många Wikipedia-versioner på (större) europeiska språk en hög andel lokalproducerat innehåll. En sådan listning leds av japanskspråkiga Wikipedia med över 50 procent lokalproducerat, följt av Wikipediaupplagor på nederländska, franska, italienska och katalanska med siffror på 33,7, 26,9, 18,8 och 17,9 procent. Bland dessa står sig afwp rätt gott, med sina drygt 20 procent (anno 2019). Miquel-Ribé ser detta relaterat till den kulturella situationen runt afrikaans och språkets åtminstone indirekta koppling till den europeiska kultursfären.
Detta skiljer sig från situationen för många andra afrikanska modersmål, som i många fall får stå tillbaka för engelska och franska vad gäller utbildning och officiella ärenden. Bland de 39 språkversionerna av Wikipedia på afrikanska språk är snittandelen ägnad åt lokalt innehåll 11,1 procent.